# 조정현 (1981년)
조정현(1981년 2월 12일 ~ )은 대한민국의 전직 스타크래프트 프로게이머이다. 종족은 테란. 아이디는 VGundam

## 개요
스타크래프트 초기인 1999년부터 활동하기 시작한 프로게이머 1세대에 해당한다. 프로토스를 상대로 한 경기에서 소수의 마린, 탱크 등의 유닛을 이용한 초반 조이기는 ‘대나무류’, ‘조정현류’ 등으로 일컬어졌으며, 이러한 복합적인 전술로 후대 테란 전술에 많은 영향을 끼쳤다. 그 공격을 아이디로 본따 ‘건담러시’라는 용어를 만들기도 했다.
데뷔 초기에는 유닛을 부대지정을 하지 않고 컨트롤하여 여러모로 독특한 스타일의 플레이를 하였다. 종종 전략적 승부를 걸기도 했는데 스타리그 왕중왕전 대 김동수전에서 보여준 반섬맵에서의 노배럭 트리플커맨드 전략은 두고두고 화제를 낳았다. 저그전에 약했지만 특유의 손 빠르기를 이용한 난전유도 플레이로 상당히 승률을 끌어올리기도 했다.
1세대 프로게이머로서 스타리그에 꾸준히 진출하며 활약했지만 2003년 겨울 뜻하지 않은 손목부상으로 NHN 한게임 스타리그 16강에서 전패 탈락한 이후 스타대회에서 모습을 감추었으며, 2004년 12월까지 마이너리그에서만 모습을 보였다.
초기에는 주로 무소속으로 활동하다가 2001년부터 AMD - 헥사트론 드림팀에 들어갔으며, 은퇴 전인 2004년 감독 이지호의 선수기용문제로 팀을 나와 무소속으로 대회에 참가했다.
2005년 1월 31일 한승엽과의 5차 마이너리그 예선 결승전을 마지막으로 프로게이머를 은퇴했으며, 은퇴 이후 군에 입대했다.

## 수상 경력
- 1999년 99PKO 16강
- 2001년 코카콜라배 온게임넷 스타리그 3위
- 2001년 제2회 WCG 대표 선발전 준우승
- 2002년 2002 KT배 온게임넷 왕중왕전 준우승
- 2002년 제1회 온게임넷 듀얼토너먼트 16강
- 2002년 gembc FATE 리그 4위
- 2002년 sky배 온게임넷 스타리그 16강
- 2002년 제3회 온게임넷 챌린지리그 24강
- 2003년 제3회 ghemTV 스타리그 8강
- 2003년 스타우트배 MBCgame 스타리그 8강
- 2003년 제2차 온게임넷 챌린지리그 24강
- 2004년 NHN한게임배 온게임넷 스타리그 03~04 16강
- Asian professional gamer league 준우승
- PCGL 1위
- 의정부 사이버 정보 박람회 준우승